# فهرست فرمانروایان ارمنستان
فهرست فرمانروایان ارمنستان (به ارمنی: Հայոց արքաների ցանկ) فهرست شاهان و ملکه‌هایی که بر ارمنستان حکمرانی کرده‌اند در زیر آورده شده‌است.
برای اطلاعات بیشتر دربارهٔ ارمنستان باستان و ارمنیان لطفاً به تاریخ ارمنستان مراجعه شود.
برای اطلاعات دربارهٔ پادشاهی ارمنستان در کیلیکیه در قرون وسطی لطفاً به بخش پادشاهی ارمنی کیلیکیه مراجعه شود

## ارمنستان بزرگ
این مقاله تعیین تاریخی از بزرگ‌ترین و بلندترین مدت پادشاهی ارمنی می‌باشد.

### شاهان اروندی و ساتراپ‌ها

#### در ارمنستان باستانی
شاهان اولیه در گاهشناسی traditional Armenian according به موسس خورناتسی.
توضیح اینکه تاریخ‌های اولیه are traditional و uncertain accuracy.
- یرواند یکم ساکاواکیاتس (۵۷۰–۵۶۰ پیش از میلاد)
- تیگران یرواندیان (۵۶۰–۵۳۵ پیش از میلاد)
- واهاگن اروندی (۵۳۰–۵۱۵ پیش از میلاد)
- هیدرانس یکم (اواخر سده ششم پیش از میلاد)
- هیدرانس دوم (اوایل سده پنجم پیش از میلاد)
- هیدرانس سوم (میانه سده پنجم پیش از میلاد)
- اردشیر (نیمه دوم سده پنجم پیش از میلاد)

#### ساتراپ
- یرواند یکم (۴۰۱–۳۴۴ پیش از میلاد)
- داریوش سوم (۳۴۴–۳۳۶ پیش از میلاد) Darius Codomannus

#### دودمان یرواندونی یا اروندی
- یرواند دوم (۳۳۶–۳۳۱ پیش از میلاد)
- میترنس (۳۳۱–۳۲۳ پیش از میلاد)
- پردیکاس (non-dynastic) (۳۲۳ پیش از میلاد)
- Neoptolemus Orontid (non-dynastic) (۳۲۳–۳۲۱ پیش از میلاد)
- Eumenes (non-dynastic) (۳۲۱ پیش از میلاد)
- میترنس(۳۲۱–۳۱۷ پیش از میلاد)
- یرواند سوم (۳۱۷–۲۶۰ پیش از میلاد)
- سام یکم (۲۶۰–۲۴۳ پیش از میلاد)
- آرشام یکم (۲۴۳–۲۲۸ پیش از میلاد)
- خشایارشا سوفن (۲۲۸–۲۱۲ پیش از میلاد)
- یرواند چهارم (۲۱۲–۲۰۰ پیش از میلاد)

دودمان یرواندی در پی شورش ۲۰۰ پیش از میلاد که به تحریک امپراتوری سلوکی در ارمنستان رخ داد، قدرت خود را در ارمنستان از دست داد. پس از آن سرزمین‌های ارمنی تحت امپراتوری سلوکی تحت سه دست‌نشانده (فرمانداران نظامی) قرار گرفتند: آرتاشس یکم (ارمنستان بزرگ)، زریر (سوفن) و میتریداتس (ارمنستان کوچک). قدرت سلطنتی ارمنستان پس از یک دهه تحت سلطه آرتاشس دوباره برقرار شد.

### دودمان آرتاشسی
- آرتاشس یکم (۱۹۰–۱۵۹ پیش از میلاد)
- تیگران یکم (۱۵۹–۱۲۳ پیش از میلاد)
- آرتاوازد یکم (۱۲۳–۹۵ پیش از میلاد)
- تیگران کبیر (تیگران دوم) (۹۵–۵۵ پیش از میلاد)
- آرتاوازد دوم (۵۵–۳۴ پیش از میلاد)
- آرتاشس دوم (۳۳–۲۰ پیش از میلاد)
- تیگران سوم (۲۰–۱۰ پیش از میلاد)
- تیگران چهارم همراه اراتو (۱۰ پیش از میلاد–۲ پیش از میلاد)

### پادشاهان نصب شده توسط رومیان و اشکانیان
- آریوبرزن٬ ۲ پیش از میلاد تا ۴ (تحت‌الحمایه روم)
- آرتاوازد چهارم ۴ تا ۶
- تیگران پنجم٬ ۶ - سپس حکومت همراه شاهزاده هرودی ۶–۱۲
- بهنام  ۱۲–۱۶ میلادی (تحت‌حمایت روم)
- فترت روم ۱۶–۱۸ (بهنام "شاه ظاهری")
- آرتاشس سوم ۱۸–۳۵ میلادی (تحت‌الحمایه روم)
- آرشاک یکم ارمنستان ۳۵ میلادی (تحت حمایت اشکانیان)
- ارد یکم ارمنستان ۳۵ میلادی (تحت حمایت اشکانیان)
- مهرداد یکم ارمنستان ۳۵–۳۷ (تحت حمایت روم)
- ارد یکم ارمنستان (بار دوم) ۳۷–۴۲ میلادی(تحت حمایت اشکانیان و روم)
- مهرداد یکم ارمنستان (بار دوم) ۴۲–۵۱ (تحت حمایت روم)
- هرادامیزد ۵۱–۵۳ میلادی (تحت‌الحمایه روم)
- تیرداد یکم  ۵۳ میلادی (تحت‌الحمایه روم)
- تیگران ششم (بار دوم) ۵۳–۵۴ میلادی (تحت‌الحمایه روم)

### دودمان آرساسیدها (یا آرشاکانی‌ها)
- تیرداد یکم (بار دوم) ۵۲–۵۸
- سیناتروک ارمنستان ۵۹–۶۲ (تحت‌الحمایه روم)
- آشخادار ۱۱۰–۱۱۳
- پارتاماسیریس ۱۱۳–۱۱۴
- استان روم ۱۱۴–۱۱۷/۸
- وارغارش یکم ۱۱۷/۸–۱۴۴
- شوهیموس ارمنستان ۱۴۴–۱۶۱
- باکور ۱۶۱–۱۶۴
- سوهه موس (بار دوم) ۱۶۳/۴–?۱۸۶
- واغارش دوم ۱۸۶–۱۹۸
- خسرو یکم ۱۹۸–۲۱۷
- تیرداد دوم ۲۱۷–۲۵۲
- خسرو دوم، پادشاه ارمنستان ح. ۲۵۲
- اشغال توسط ساسانیان ۲۵۲–۲۸۷
  - Artavasdes IV ۲۵۲–۲۸۷ پادشاه منصوب ساسانیان
- تیرداد سوم ۲۸۷–۳۳۰  (دوباره تحت‌الحمایه امپراتوری روم)
- خسرو سوم ۳۳۰–۳۳۹
- تیران ۳۳۹ – ح. ۳۵۰
- آرشاک دوم  ۳۵۰–ح. ۳۶۴/۶۷
- پاپ ۳۶۷– ح. ۳۷۴
- وارازدات ۳۷۴–۳۷۸
- آرشاک سوم ۳۷۸–۳۸۷ همراه co-ruler Vologases III (Vagharsh III) ۳۷۸–۳۸۶

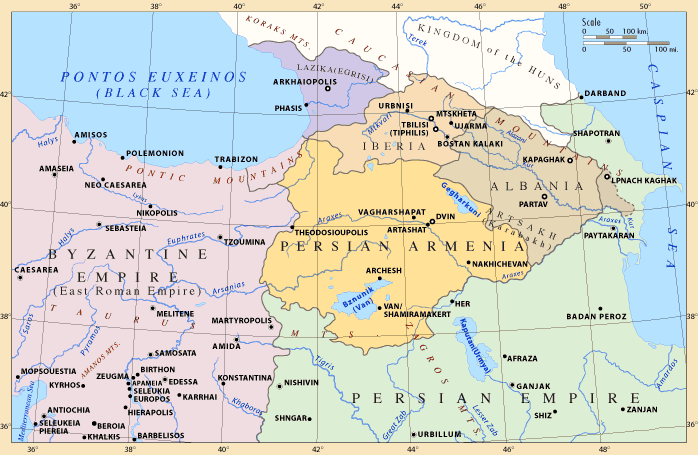
نقشهٔ ارمنستان ایران بین سال‌های ۳۸۷-۵۹۱

- خسرو چهارم ۳۸۷–۳۸۹
- ورام شاپوه ۳۸۹–۴۱۷
- شاپور چهارم ۴۱۷–۴۲۲
- آرتاشس چهارم ۴۲۲–۴۲۸

### مرزبانی
در سال ۳۸۴ ایران ساسانی و امپراتوری روم، ارمنستان بزرگ را بین خود تقسیم کردند که بخش شرقی آن سهم ایران شد و بخش غربی که کوچکتر بود، نصیب روم گشت اما در هر دو بخش شاهزادگان اشکانی همچنان فرمانروایان دست نشانده بودند. ارمنستان ساسانی از سال ۳۸۴ تا ۵۹۱ میلادی بخشی از شاهنشاهی ساسانی محسوب می‌شد.
- وه مهر شاپور ۴۲۸–۴۴۲

واساک٬ پادشاه سیونیک ۴۴۲–۴۵۱
وارتان مامیکونیان [مشهور به Vartan Zoravar, legendary Armenian general در نبرد کشته‌شد but preserved Armenia به عنوان first Christian nation in the world]
- Adhur Hormizd (Adrormizd) ۴۵۱–۴۶۵
- آذرگشنسپ ۴۶۵–۴۸۱
- ساهاک دوم باگراتونی ۴۸۱–۴۸۲
- اشغال نظامی توسط ژنرال مهران ۴۸۲
- واهان مامیکونیان (موقتی) ۴۸۲–۴۸۳
- زرمهر کارن (اشغال نظامی) ۴۸۳
- شاپور رغزی ۴۸۳–۴۸۴
- واهان مامیکونیان (بار دوم) ۴۸۴–۵۰۵/۵۱۰ (دولت موقت ۴۸۴–۴۸۵)
- وارت مامیکونیان (برادر) ۵۰۵/۵۱۰–۵۰۹/۵۱۴
- Gushnasp Vahram ? ۵۰۹/۵۱۴–۵۱۸
- مژژ یکم گنونی ۵۱۸–۵۴۸
- تن شاپور ۵۴۸–۵۵۲
- Gushnasp Vahram (بار دوم؟) ۵۵۲–۵۵۴
- تن شاپور (بار دوم) ۵۵۴–۵۵۸/۶۰
- وارازدات ۵۵۸/۵۶۰–۵۶۴
- Sunen ۵۶۴–۵۷۲
- تم خسرو ۵۷۷–۵۸۰
- واراز وزور ۵۸۰–۵۸۱
- Aspahbad Pahlav ۵۸۱–۵۸۲/۵۸۸
- Frahat ۵۸۲/۵۸۸–۵۸۸/۵۸۹
- Hratzin ۵۸۸/۵۸۹–۵۹۰
- تا ۵۹۰ بیزانس
- موشق دوم مامیکونیان ۵۹۰–۵۹۱ (فرماندار)
- Hamarakar ۵۹۱ (فرماندار)
- ! نامعلوم ۵۹۱–۶۰۳ (فرمانداران)
- سمبات بگراتونی ۶۰۳–۶۱۱
- Shahrayanpet (در خاور) ۶۱۱–۶۱۳
- شاهین وهمن‌زادگان (در باختر) ۶۱۱–۶۱۳
- Parsayenpet ۶۱۳–۶۱۶
- نامدار گشناسپ ۶۱۶–۶۱۹
- شهراپلاکان ۶۱۹–۶۲۴
- Rozbihan ۶۲۴–۶۲۷
- استان بیزانس ۶۲۷–۶۲۸
- ورازتیروس دوم باگراتونی ۶۲۸–۶۳۴
- نامعلوم ۶۳۴–؟
- مژژ دوم گنونی ۶۲۷–۶۳۵
- واهان ۶۳۶
- Davith Saharuni ۶۳۶–۶۳۸
- چندین "ناخارار" ۶۳۸–۶۴۳
- تئودوروس رشتونی ۶۴۳–۶۴۵
- وارازتیروتس باگراتونی ۶۴۵–۶۴۶

### Presiding Princes of Armenia
- تئودوروس رشتونی ۶۴۶–۶۵۳
- سمبا یکم باگراتونی ۶۴۶–۶۵۳ (با همدیگر Theodoros٬ در سال ۷۵۳ به تنهایی)
- تئودوروس رشتونی (بار دوم) ۶۵۳–۶۵۴
- مامیگونیان ۶۵۴
- Maurianos ۶۵۴
- تئودوروس رشتونی (بار سوم) ۶۵۴–۶۵۵
- Maurianos (بار دوم) ۶۵۵
- تئودوروس رشتونی (بار چهارم) ۶۵۵
- هامازاسپ مامیکونیان ۶۵۵–۶۶۱
- گریگور مامیکونیان ۶۶۱–۶۸۵
- آشوت باگراتونی ۶۸۵–۶۹۰
- Nerseh Kamsarakan ۶۹۰–۶۹۳
- سمبات دوم باگراتونی (پسر Varaztirots Bagratuni) ۶۹۳–۶۹۵ (تحت‌الحمایه مسلمانان)
- Abd Allah ibn Hatim al-Bahili ۶۹۵–۶۹۶
- سمبات دوم باگراتونی (بار دوم) ۶۹۶–۷۰۵ (مستقل)
- وابسته به خلفای اموی ۷۰۵
- آشوت سوم باگراتونی نابینا ۷۳۲–۷۴۵
- گریگور مامیکونیان ۷۴۵–۷۴۶
- آشوت سوم باگراتونی نابینا (بار دوم) ۷۴۶–۷۵۰
- گریگور مامیکونیان (بار دوم) ۷۵۰–۷۵۱
- مامیگونیان (برادر گریگور) ۷۵۱–؟
- اشغال توسط اعراب ۷۵۱–۷۵۴
- ساهاک باگراتونی٬ لرد تارون ۷۵۴–۷۷۱
- سمبات باگراتونی ۷۷۱–۷۷۲
- vacant ۷۷۲–۷۸۱
- Tachat Andzevatsi ۷۸۱–۷۸۵
- vacant ۷۸۵–۸۰۶

### شاهان دودمان باگراتونی
- آشوت یکم کبیر، ۸۸۵–۸۹۰
- سمبات یکم شهید، ۸۹۰–۹۱۴
- آشوت دوم آهن، ۹۱۴–۹۲۸
- آباص یکم٬ ۹۲۸–۹۵۲
- آشوت سوم Merciful ٬ ۹۵۲–۹۷۷
- سمبات دوم فاتح، ۹۷۷–۹۸۹
- گاگیک یکم٬ ۹۸۹–۱۰۲۰
- اوهانس-سمبات سوم - (XI) (پسر)٬ ۱۰۲۰–۱۰۴۰
  - آشوت چهارم the Valiant ٬ ۱۰۲۱–۱۰۳۹ (concurrently in certain regions after rebellion against Hovhannes-Smbat)
- گاگیگ دوم٬ ۱۰۴۲–۱۰۴۵ ٬ درگذشته ح. ۱۰۷۹

## پادشاهی ارمنی کیلیکیه

### لردها و شاهزادگان
| نام            | لقب       | بومی | زندگی | آغاز سلطنت | پایان سلطنت | دودمان | تصویر |
| -------------- | --------- | ---- | ----- | ---------- | ----------- | ------ | ----- |
| Ruben I        |           |      |       | ۱۰۸۰       | ۱۰۹۵        | روبنی  |       |
| کنستانتین یکم  |           |      |       | ۱۰۹۵       | ۱۱۰۲        | روبنی  |       |
| تورورس یکم     |           |      |       | ۱۱۰۲       | ۱۱۲۹        | روبنی  |       |
| Constantine II |           |      |       | ۱۱۲۹       | ۱۱۲۹        | روبنی  |       |
| Leo I          |           |      |       | ۱۱۲۹       | ۱۱۴۰        | روبنی  |       |
| Thoros II      |           |      |       | ۱۱۴۴       | ۱۱۶۹        | روبنی  |       |
| Ruben II       |           |      |       | ۱۱۶۹       | ۱۱۷۰        | روبنی  |       |
| Mleh           |           |      |       | ۱۱۷۰       | ۱۱۷۵        | روبنی  |       |
| روبن سوم       |           |      |       | ۱۱۷۵       | ۱۱۸۷        | روبنی  |       |
| لئو یکم        | ۱۱۹۸/۱۱۹۹ | ۱۱۸۷ |       |            |             | روبنی  |       |

### شاهان و ملکه‌ها
| نام             | لقب | بومی | زندگی | آغاز سلطنت | پایان سلطنت | توضیحات                                                   | دودمان                   | تصویر                                |
| --------------- | --- | ---- | ----- | ---------- | ----------- | --------------------------------------------------------- | ------------------------ | ------------------------------------ |
| لئو یکم         |     |      |       | ۱۱۹۸/۱۱۹۹  | ۱۲۱۹        |                                                           | روبنی                    |                                      |
| زابل            |     |      |       | ۱۲۱۹       | ۱۲۵۲        | Queen and co-ruler                                        | روبنی                    | Isabella همراه King Hethum on a coin |
| هتوم یکم        |     |      |       | ۱۲۲۶       | ۱۲۷۰        |                                                           | هتومی                    | Hethoum at the court of the Mongols  |
| لوون سوم        |     |      |       | ۱۲۷۰       | ۱۲۸۹        |                                                           | هتومی                    |                                      |
| هتوم دوم        |     |      |       | ۱۲۸۹       | ۱۲۹۳        | Abdicated in favour of Thoros III                         | هتومی                    | Hethoum II in Franciscan garb        |
| توروس سوم       |     |      |       | ۱۲۹۳       | ۱۲۹۸        | Recalled Hethoum II, همراه whom he became co-ruler        | هتومی                    |                                      |
| هتوم دوم        |     |      |       | ۱۲۹۵       | ۱۲۹۶        | Co-ruler همراه Thoros III                                 | هتومی                    | Hethoum II in Franciscan garb        |
| سمبات           |     |      |       | ۱۲۹۶       | ۱۲۹۸        | Usurper                                                   | هتومی                    |                                      |
| کنستانتین یکم   |     |      |       | ۱۲۹۸       | ۱۲۹۹        |                                                           | هتومی                    |                                      |
| هتوم دوم        |     |      |       | ۱۲۹۹       | ۱۳۰۳        | Reclaimed throne. Abdicated and became regent for Leo III | هتومی                    | Hethoum II in Franciscan garb        |
| لئو سوم         |     |      |       | ۱۳۰۳       | ۱۳۰۷        | nder regency of Hethum II                                 | هتومی                    |                                      |
| اوشین           |     |      |       | ۱۳۰۷       | ۱۳۲۰        |                                                           | هتومی                    |                                      |
| لئو چهارم       |     |      |       | ۱۳۲۰       | ۱۳۴۱        | Under regency of Oshin of Korikos until 1329              | هتومی                    |                                      |
| کنستانتین دوم   |     |      |       | ۱۳۴۲       | ۱۳۴۴        | Elected by nobles                                         | لوزینیان                 |                                      |
| کنستانتین سوم   |     |      |       | ۱۳۴۴       | ۱۳۶۲        |                                                           | دودمان هتومی             |                                      |
| کنستانتین چهارم |     |      |       | ۱۳۶۲       | ۱۳۷۳        |                                                           | دودمان هتومی یا لوزینیان |                                      |
| لئو پنجم        |     |      |       | ۱۳۷۴       | ۱۳۷۵        |                                                           | لوزینیان                 |                                      |

### Claimants
| نام       | لقب  | بومی | زندگی | آغاز سلطنت | پایان سلطنت | دودمان   | تصویر |
| --------- | ---- | ---- | ----- | ---------- | ----------- | -------- | ----- |
| لئو پنجم  |      |      |       | ۱۳۷۵       | ۱۳۹۳        | لوزینیان |       |
| James I   |      |      |       | ۱۳۹۶       | ۱۳۹۸        | لوزینیان |       |
| Janus     |      |      |       | ۱۳۹۸       | ۱۴۳۲        | لوزینیان |       |
| John      | ۱۴۵۸ | ۱۴۳۲ |       |            |             | لوزینیان |       |
| Charlotte |      |      |       | ۱۴۵۸       | ۱۴۶۷        | لوزینیان |       |

The title passed to the branch of the Lusignans in Constantinople and eventually Russia. The title is contested by the خاندان ساوی.

## پیوندهای بیرون
- Boase, T. S. R. (1978). The Cilician Kingdom of Armenia. Edinburgh: Scottish Academic Press. ISBN 0-7073-0145-9.
- Mutafian, Claude (2001). Le Royaume Arménien de Cilicie. Paris: CNRS Editions. ISBN 2-271-05105-3.
- Histoire Des Princes de Lusignan, Anciens Rois de Jérusalem, de la Petite Arménie et de Chypre, St.Petersbourg, Soikine, Stremiannaya 12, 1903